# Nyílfarkú mókuscickány
A nyílfarkú mókuscickány (Ptilocercus lowii) az emlősök (Mammalia) osztályának a mókuscickányok (Scandentia) rendjéhez, ezen belül a mókuscickányfélék (Tupaiidae) családjához tartozó faj.

## Elterjedése
Brunei, Indonézia, Malajzia és Thaiföld területén honos.

## Megjelenése
A nyílfarkú mókuscickány szőre színe a szürkétől a világos barnáig terjed, a hasa sárga vagy fehér. Testhossza a farokkal együtt 160–190 mm. Testtömege 40-62 g.

## Életmódja
A nyílfarkú mókuscickány az egyetlen éjjeli mókuscickány. Tápláléka gyümölcsök és rovarok.

## Szaporodása
A 45-55 napig tartó vemhesség végén a nőstény 1-4 kölyöknek ad életet. A kölykök 10 grammosak.